# 蘇澳神社
24°35′44″N 121°50′09″E / 24.595599°N 121.835794°E
蘇澳神社為臺灣日治時期位於臺北州蘇澳街的神社，1940年2月8日舉行鎮座式落成啟用。現址為臺灣宜蘭縣立蘇澳國民中學。

## 介紹
為了建造鎮守蘇澳郡的神社，蘇澳神社造營奉贊會於1936年即成立，然而受到1937年七七事變的影響，蘇澳神社的建設計畫因此中止。隨著第二次世界大戰時局的演進，加上當局推行皇民化運動的急迫性，時任蘇澳郡守大井又次等99人向臺灣總督府連署申請設立蘇澳神社，此申請於1939年5月1日通過，而蘇澳神社在1940年2月8日舉行鎮座式落成啟用，社格屬無格社，祭神為明治天皇和北白川宮能久親王，靈代為神鏡。蘇澳神社位於蘇澳街糞箕湖後湖45-6番地，地處蘇澳市街西側約一公里的後湖山下，南北兩側為金面山和七星嶺，神社周圍則是茂盛的雜木林。蘇澳神社境地面積約5甲1分，神社建築包含流造本殿（1.96坪）、拜殿（7.86坪）、中門（1.80坪）、手水舍（0.90坪）、玉垣（42間）、祭器庫（6坪）、社務所（24坪）、鳥居（1座）、揭示場（一座）。
戰後初期，蘇澳神社曾有軍隊營區駐紮，直到1951年由地方人士爭取在此建校，設立宜蘭縣立蘇澳國民中學。學校建設當時，神社砌石用來興建擋土牆，刻有「蘇澳神社」的社號標石碑則改刻「繼往開來」，而校內仍有石燈籠殘跡。

## 社掌
- 1940年至1945年：岩田武次郎[3]